# Fabian Johnson
Fabian Johnson est un joueur international américain de soccer né le 11 décembre 1987 à Munich et possédant la nationalité allemande. Il joue au poste de défenseur. 
Il a disputé la Coupe du monde 2014 avec les États-Unis où il va jusqu'en huitièmes de finale contre la Belgique.

## Palmarès

### en club
Néant

### en sélection
- Allemagne
  - Vainqueur du Championnat d'Europe espoirs : 2009